# Bjelanovac
Bjelanovac falu Horvátországban Pozsega-Szlavónia megyében. Közigazgatásilag Lipikhez tartozik.

## Fekvése
Pozsegától légvonalban 39, közúton 59 km-re nyugatra, községközpontjától légvonalban 5, közúton 7 km-re délre, Nyugat-Szlavóniában a Psunj-hegység területén fekszik. Nyugatról Kovačevac, északról Bukovčani, keletről Donji és Gornji Rogolji, délről Rađenovci és Bijela Stijena határolja. 

## Története
A térség a középkorban Fejérkő várának uradalmához tartozott, a 16. század közepétől több mint száz évig török uralom alatt állt. A 17. század végétől a török kiűzése után a területre folyamatosan telepítették be a keresztény lakosságot. Első lakói pravoszláv vlach határőrök voltak. Az első katonai felmérés térképén „Dorf Biellenovacz” néven találjuk. Lipszky János 1808-ban Budán kiadott repertóriumában „Bielanovacz” néven szerepel.  Nagy Lajos 1829-ben kiadott művében „Bielanovacz” néven összesen 42 házzal, 7 katolikus és 260 ortodox vallású lakossal találjuk. 
A településnek 1857-ben 172, 1910-ben 214 lakosa volt. 1910-ben a népszámlálás adatai szerint lakosságának 94%-a szerb, 6%-a horvát anyanyelvű volt. A gradiskai határőrezredhez tartozott, majd a katonai közigazgatás megszüntetése után Pozsega vármegye Pakráci járásának része volt. Az első világháború után 1918-ban az új szerb-horvát-szlovén állam, majd később (1929-ben) Jugoszlávia része lett. 1991-ben lakosságának 69%-a szerb, 17%-a jugoszláv, 10%-a horvát nemzetiségű volt. A délszláv háború során a települést csak a háború végén 1995-ben a Villám hadművelet során foglalták vissza a horvát erők. 2011-ben 12 lakosa volt.

## Lakossága
| Lakosság változása | Lakosság változása | Lakosság változása | Lakosság változása | Lakosság változása | Lakosság változása | Lakosság változása | Lakosság változása | Lakosság változása | Lakosság változása | Lakosság változása | Lakosság változása | Lakosság változása | Lakosság változása | Lakosság változása | Lakosság változása |
| ------------------ | ------------------ | ------------------ | ------------------ | ------------------ | ------------------ | ------------------ | ------------------ | ------------------ | ------------------ | ------------------ | ------------------ | ------------------ | ------------------ | ------------------ | ------------------ |
| 1857               | 1869               | 1880               | 1890               | 1900               | 1910               | 1921               | 1931               | 1948               | 1953               | 1961               | 1971               | 1981               | 1991               | 2001               | 2011               |
| 172                | 156                | 161                | 165                | 194                | 214                | 209                | 210                | 144                | 138                | 144                | 101                | 77                 | 58                 | 33                 | 12                 |